# Gertrud Luckner
Gertrud Luckner (pronunciación en alemán: /ˈɡɛʁ.tʁuːt ˈlʊk.nɐ/ⓘ (  Liverpool 26 de septiembre de 1900 - Friburgo de Brisgovia 31 de agosto de 1995) fue una trabajadora social cristiana católica involucrada en la resistencia alemana al nazismo. Fue parte del prohibido Movimiento Católico Alemán por la Paz, organizó paquetes de alimentos para judíos deportados a Polonia y viajó a Alemania para brindar asistencia a familias judías. En uno de esos viajes, fue arrestada y pasó el resto de la guerra en el campo de concentración de Ravensbrück. Yad Vashem la nombró justa entre las naciones en 1966.

## Temprana edad y educación
Nacida como Jane Hartmann, sus padres eran de Alemania y regresaron allí cuando ella aún era una niña pequeña. No tuvo hermanos y quedó huérfana en la primera infancia. A la edad de siete años fue enviada con padres adoptivos, quienes cambiaron su nombre a Gertrud Luckner. En la década de 1920 regresó a Inglaterra para estudiar en Woodbrooke, la universidad cuáquera de Birmingham. Durante las vacaciones trabajaba en los barrios marginales.
También estudió en Konigsberg y en las universidades de Frankfurt y Friburgo, donde obtuvo su doctorado en 1938.  Su disertación fue sobre Autoayuda entre los desempleados en Inglaterra y Gales basada en la historia inglesa de las ideas y la economía.

## Trabajo social y resistencia al nazismo
Tras la muerte de sus padres adoptivos, Gertrud se mudó a Friburgo. Pacifista, se unió a la Asociación Católica Alemana por la Paz y cuando los nazis llegaron al poder en 1933, trabajó como consultora en la organización católica de ayuda Caritas, en Friburgo,  donde organizó oportunidades de salida para judíos. Bajo la dirección del presidente de Caritas, Benedict Kreutz, Caritas amplió sus actividades.  Criada como cuáquera, en 1934 fue recibida en la Iglesia católica.
Cada semana recogía los periódicos extranjeros descartados por la biblioteca de la universidad para leer las noticias que no aparecían en los periódicos alemanes. Entre los laicos católicos alemanes, Luckner fue una de las primeras en sentir las inclinaciones genocidas del régimen de Hitler y en intentar una acción nacional.
Después de la Kristallnacht, en la noche del 9 de noviembre de 1938, cuando se incendiaron negocios, sinagogas y hogares judíos en toda Alemania, Gertrud recorrió Friburgo en bicicleta, visitando a vecinos judíos de manera amistosa y solidaria.  Luckner comenzó a trabajar a tiempo completo en "Caritas". Mediante contactos internacionales, consiguió un pasaje seguro al extranjero para muchos refugiados.  Organizó círculos de ayuda para judíos, ayudó a muchos a escapar, envió paquetes de comida y ropa a los internos, fundó direcciones donde los judíos podían esconderse y trabajó con los sacerdotes Bernhard Lichtenberg y Alfred Delp.

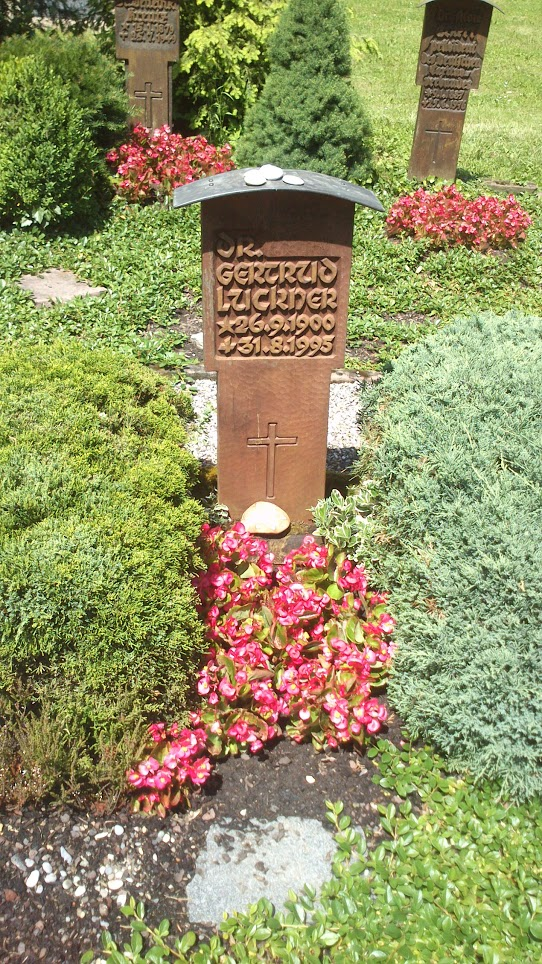
La tumba de Gertrud Luckner

Antes de que comenzara el transporte de judíos a los campos de concentración, muchos de ellos fueron enviados a trabajar largas horas en las fábricas. Sin embargo, a los judíos solo se les permitía ir a las tiendas entre las cuatro y las seis de la tarde. Esto significó que comprar comida se volvió difícil. Gertrud organizó a algunas de sus amigas para que hicieran las compras para estas familias judías. 
Tras el estallido de la Segunda Guerra Mundial, Luckner organizó, con el apoyo del arzobispo Conrad Gröber de Friburgo, y la protección de Benedikt Kreutz, una "Oficina Eclesial de Ayuda para la Guerra" (Kirchliche Kriegshilfsstelle) bajo los auspicios de Caritas. La oficina se convirtió en el instrumento a través del cual los católicos de Friburgo ayudaron a los “no arios” perseguidos racialmente (tanto judíos como cristianos). 
En diciembre de 1941, Luckner recibió un poder especial del arzobispo de Friburgo Conrad Grober, quien le confió tareas en el cuidado pastoral extraordinario de los llamados 'católicos no arios'.  Viajando constantemente, Luckner intentó establecer una red clandestina nacional a través de las células de Caritas, proporcionando apoyo financiero a individuos y comunidades religiosas judías. Este esfuerzo de ayuda fue impulsado utilizando fondos recibidos del arzobispo para contrabandear judíos a Suiza y comunicar las condiciones de los judíos al mundo exterior, permaneciendo en contacto con Leo Baeck, el líder de la Unión de Judíos del Reich en Alemania, hasta su arresto. a principios de 1943. Investigó personalmente la suerte de los judíos que eran transportados a Oriente y logró obtener información sobre los prisioneros en los campos de concentración y obtener ropa, alimentos y dinero para los trabajadores forzados y los prisioneros de guerra.

## Arrestar
La Gestapo había estado monitoreando el correo de Caritas desde 1933 y tenía informantes entre los empleados de la iglesia. En enero de 1943, Luckner estaba bajo constante vigilancia. El 24 de marzo de 1943, fue arrestada como 'activista católica y fanática opositora del nacionalsocialismo' en el tren D en el camino de Friburgo a Berlín, justo antes de que pudiera transferir fondos destinados a los últimos judíos de Berlín. Después de nueve semanas de interrogatorio en diferentes lugares, fue enviada como prisionera política en "custodia protectora" al campo de concentración de Ravensbrück.

## Posguerra
Después de la guerra, regresó al trabajo social, asistió a las víctimas de la persecución y se dedicó al entendimiento judeocristiano, visitando Israel en 1951. Estableció una revista, Freiburger Rundbrief (Circular de Friburgo) en 1948, que utilizó para promover la causa. El 15 de febrero de 1966, Yad Vashem la reconoció como Justa entre las Naciones. Permaneció activa en la causa hasta su muerte en Friburgo el 31 de agosto de 1995.

## Legado

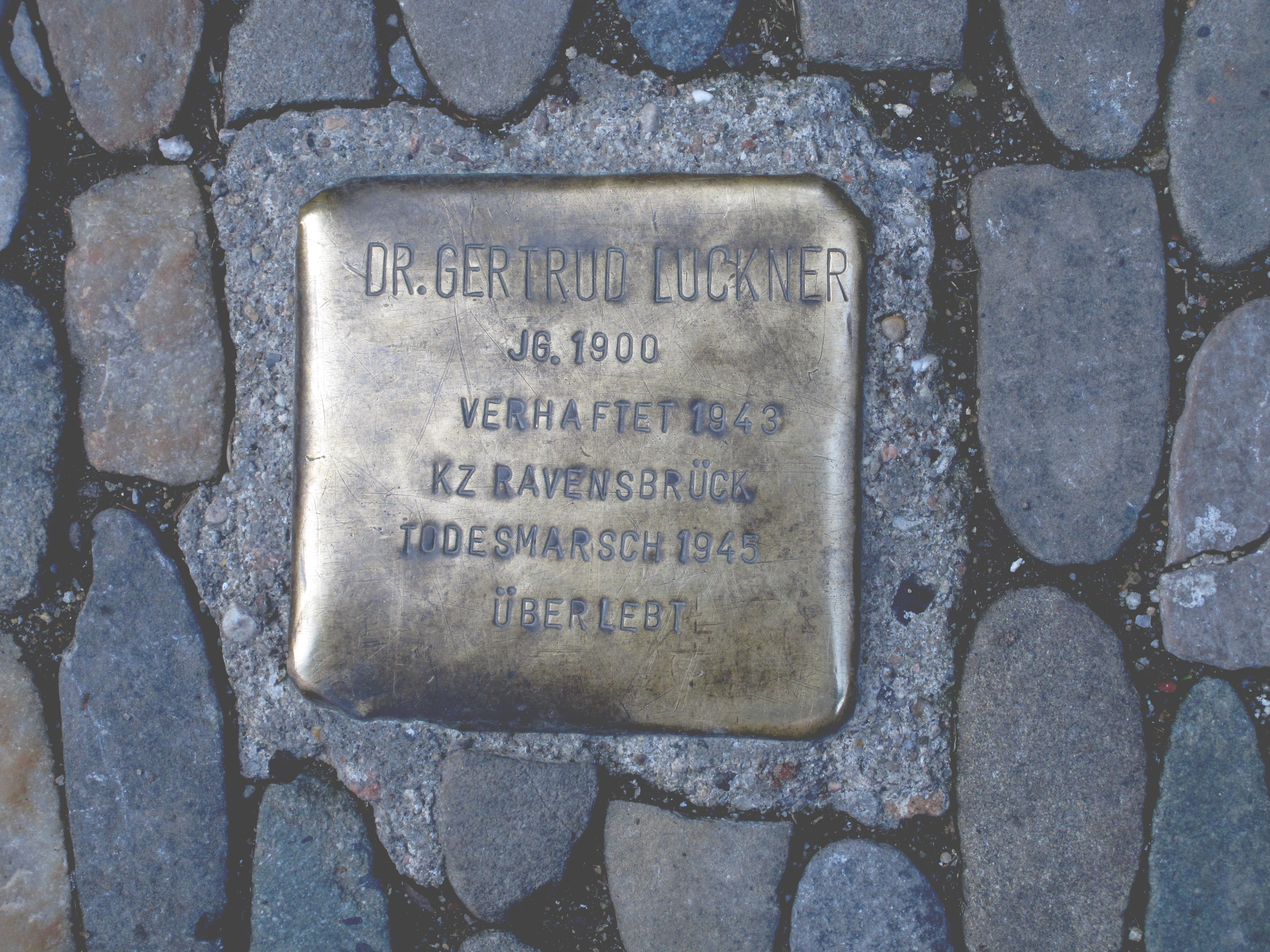
Dra. Gertrud Luckner - Stolperstein Freiburg

La Asociación Caritas Alemana estableció el Premio Gertrud Luckner para promover el trabajo social y el examen científico de las tareas y actividades de las organizaciones voluntarias de bienestar.
En la primavera de 2007, los lectores de Badische Zeitung eligen a Gertrud Luckner como la persona más significativa de Friburgo.
La Gertrud-Luckner-Realschule se encuentra en Rheinfelden, Suiza. Gertrud-Luckner-Gewerbeschule se encuentra en Friburgo.